# Schnörringen
Schnörringen ist eine Ortschaft in der Stadt Waldbröl im Oberbergischen Kreis im südlichen Nordrhein-Westfalen (Deutschland) innerhalb des Regierungsbezirks Köln.

## Lage und Beschreibung
Der Ort liegt ca. 6,8 km südöstlich vom Stadtzentrum entfernt.

## Geschichte

### Erstnennung
1454  wurde der Ort das erste Mal urkundlich erwähnt und zwar "Rutsch (?)  Henne von Schnorringen und Symon von Snorringen werden als Zeuge bei einem bergischen Grenzumgang genannt."
Schreibweise der Erstnennung: Schnorringen/Snorringen

## Bus- und Bahnverbindungen

### Linienbus
Haltestelle: Schnörringen
- 343 Waldbröl, Windeck-Rosbach/Schladern (OVAG)